# David Fabricius
David Fabricius (* 9. März 1564 in Esens (Ostfriesland); † 7. Mai 1617 in Osteel) war Theologe, bedeutender Amateurastronom und Kartograf. Er entdeckte die Veränderlichkeit des Sternes Mira und war der Vater von Johann Fabricius, der im Jahre 1611 als Erster eine wissenschaftliche Abhandlung über die Sonnenflecken veröffentlichte.

## Leben

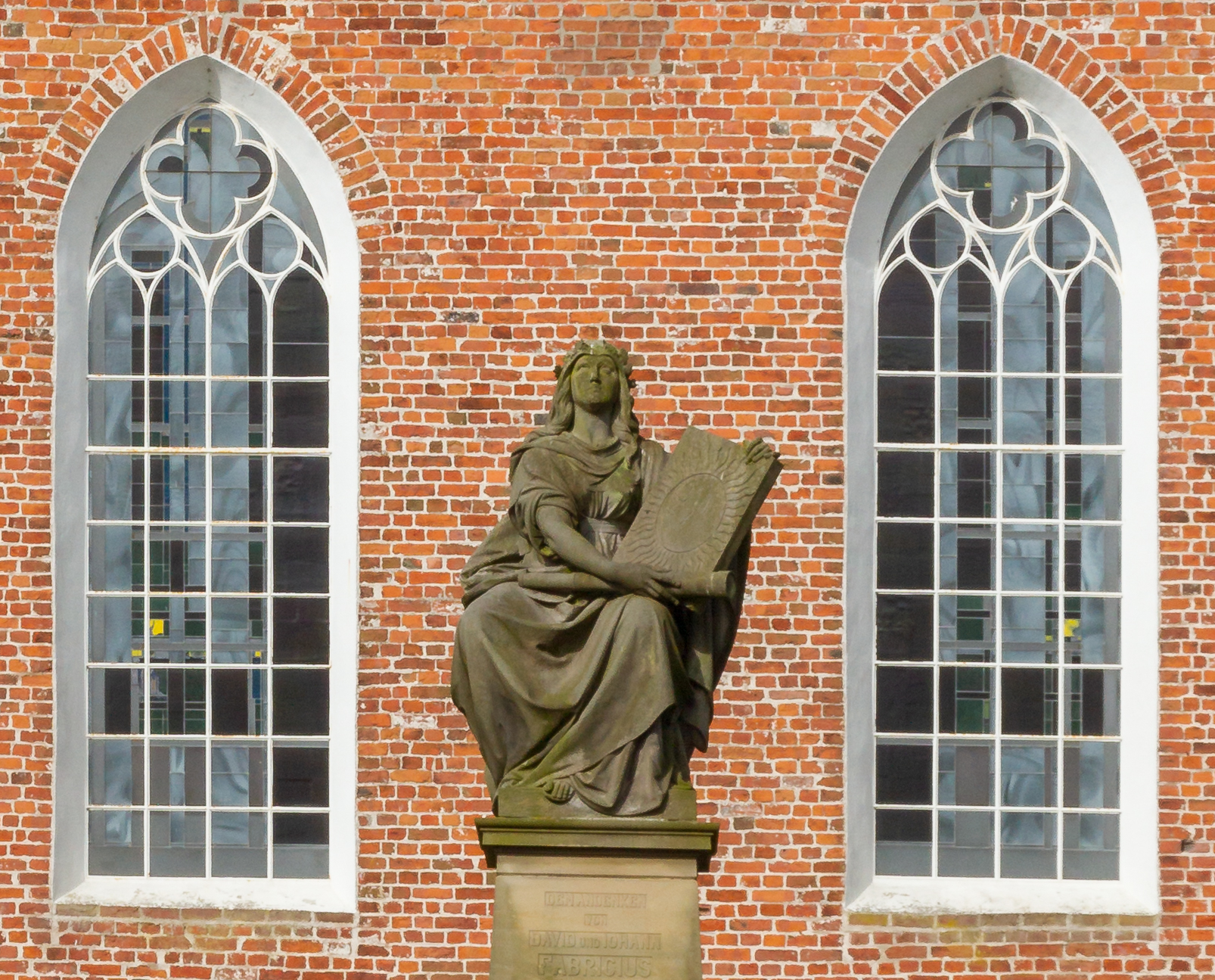
Denkmal für David und Johann Fabricius auf dem Friedhof von Osteel

David Fabricius wurde als Sohn eines Schmiedes in Esens geboren. Über seine Kindheit und Jugend ist nicht viel bekannt. Er besuchte die Lateinschulen in Norden und vermutlich in Braunschweig. Er bemerkte später einmal, dass Heinrich Lampadius († 1583) in Braunschweig ihn in die Astronomie und Mathematik eingeführt habe. Nach Abschluss der Schule studierte er, vermutlich in Helmstedt. Nach kurzem Studium trat er im Alter von 20 Jahren ein Amt als evangelischer Pastor in Resterhafe bei Dornum an.
Von dieser Zeit an beschäftigte er sich intensiv mit der Astronomie. Er beobachtete Sonne, Mond, Sterne, Planeten, Kometen und Polarlichter und trat in Briefwechsel mit den großen Gelehrten seiner Zeit, darunter Tycho Brahe, Simon Marius und Johannes Kepler. Mit letzterem tauschte er zwischen 1601 und 1609 vierzig Briefe aus, in denen es hauptsächlich um den Planeten Mars ging. Er unternahm zahlreiche Reisen und wurde mit wichtigen Zeitgenossen bekannt. Als Tycho Brahe sich von 1597 bis 1599 in Wandsbek aufhielt, zählte auch David Fabricius zu seinen Besuchern.
Am 3. Augustjul. / 13. August 1596greg. bemerkte Fabricius als Erster die Veränderlichkeit des Sterns Omikron Ceti im Sternbild Walfisch. Dieser Stern verändert mit einer Periode von etwa 331 Tagen seine Helligkeit, wobei er im Maximum deutlich sichtbar ist, im Minimum dagegen für das bloße Auge unsichtbar wird. Aufgrund dieses eigenartigen Verhaltens nannte er den Stern in Briefen res mira, seit Johannes Hevelius heißt er Mira, die „Wundersame“. Mira wurde zum Namensgeber einer ganzen Klasse von langperiodischen veränderlichen Sternen.
Neben der Astronomie setzte sich Fabricius mit der Meteorologie auseinander, wobei er seine Wetterbeobachtung in ein „Calendarium“ eintrug, das bis heute erhalten ist. Er untersuchte einen möglichen Einfluss der Gestirne auf die Bewegungen des Luftkreises der Erde.
1589 fertigte er unter dem Titel "Nie und warhafftige Beschrivinge des Ostfreslandes" die erste in Ostfriesland gedruckte Ostfrieslandkarte.
Fabricius stieg in der Gunst seines damaligen Landesherren und wurde 1603 nach Osteel versetzt.
1611 kehrte sein Sohn Johann (der älteste von sieben Söhnen) vom Studium aus der Stadt Leiden zurück und brachte ein Teleskop mit. Bei der Beobachtung der Sonne im Februar 1611 bemerkte er dunkle Flecken. Vater und Sohn Fabricius führten gemeinsame Beobachtungen durch und konnten deren Existenz zweifelsfrei feststellen. Aus der Bewegung der Flecken auf der sichtbaren Sonnenscheibe ermittelte David Fabricius die Rotationsdauer der Sonne. Zwar hatten bereits Galileo Galilei in Pisa und Thomas Harriot in London im Jahre 1610 Flecken auf der Sonne wahrgenommen, etwa gleichzeitig mit Johann Fabricius auch Christoph Scheiner in Ingolstadt, Johann Fabricius war aber der Erste, der darüber eine wissenschaftliche Abhandlung verfasste und veröffentlichte.

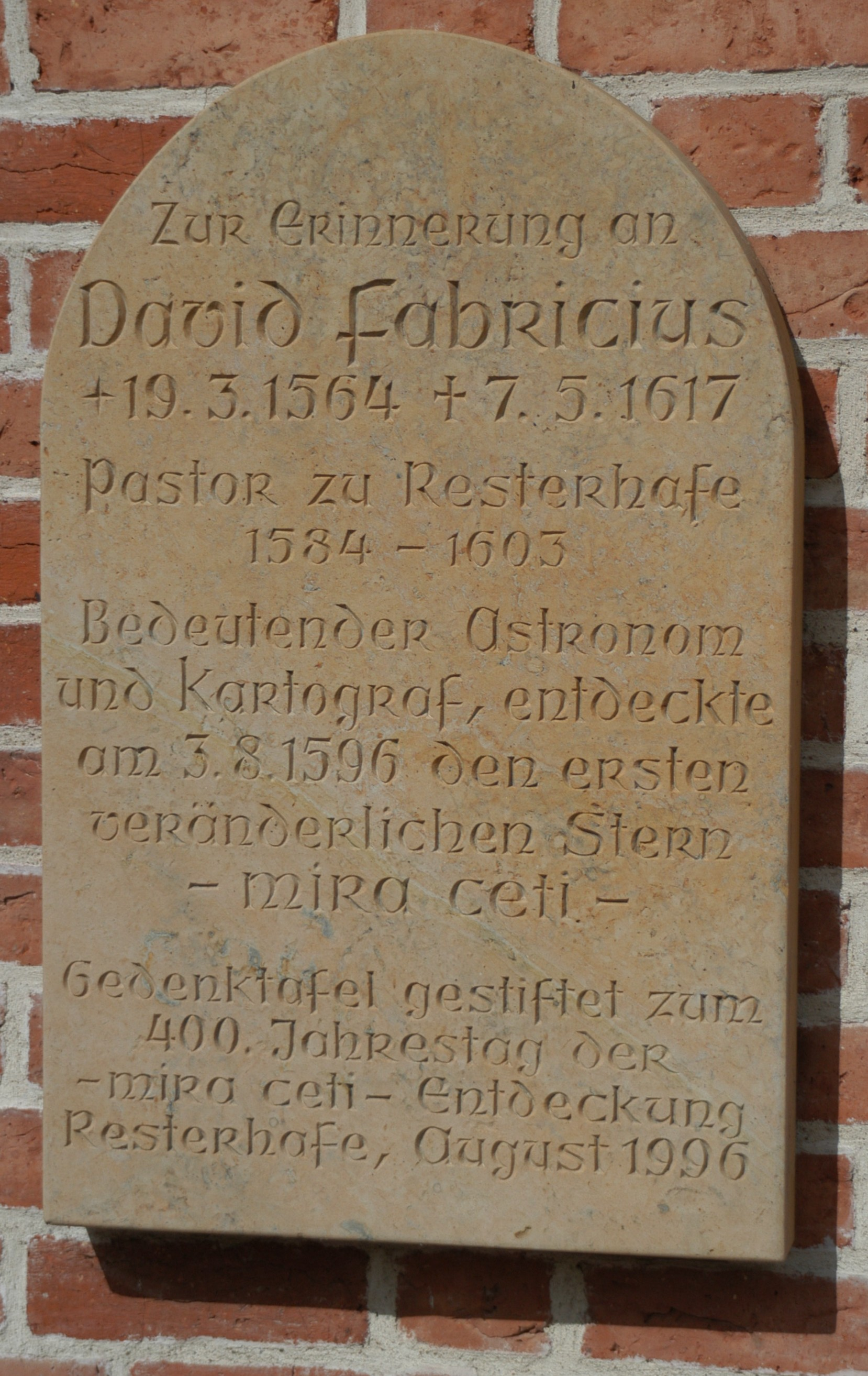
Fabricius-Gedenkstein an der Kirche Resterhafe

Das Ende von David Fabricius ist etwas kurios und geheimnisumwittert. So soll er kurz vor seinem Tod eine Predigt gehalten haben, in der er behauptete, einen Gänse- und Hühnerdieb zu kennen, er wolle dessen Namen aber nicht preisgeben. Ein selbst erstelltes Horoskop sah für den 7. Mai 1617 Unheil voraus und Fabricius verbrachte den Tag in seinem Haus. Am Abend wähnte er die Gefahr vorüber und machte sich zu einem Spaziergang auf. Auf dem Weg wurde er von einem Bauern, Frerik Hoyer, mit einem Torfspaten erschlagen. Hoyer fühlte sich offensichtlich als Dieb bloßgestellt und war darüber in Zorn geraten. Er wurde wegen seiner Tat zu Tode gerädert.
Heute erinnern ein Denkmal auf dem Friedhof von Osteel und eine Sandsteinplakette an der Kirche von Resterhafe an David Fabricius.
Der Mondkrater Fabricius ist nach ihm benannt.